# Microchip (personaggio)
Microchip, il cui vero nome è David Linus Lieberman, è un personaggio dei fumetti creato da Mike Baron (testi) e Klaus Janson (disegni), pubblicato dalla Marvel Comics. La sua prima apparizione avviene in The Punisher (Vol. 2) n. 4.

## Biografia del personaggio

### Origini
David Lieberman nasce a Brooklyn, New York. Fin da ragazzo dimostra grandi abilità informatiche e diventa ben presto un portentoso hacker. Frequenta la State University della città, dove fa la conoscenza della giovane Jan O'Reilly. Durante gli studi, David decide di aiutare un suo compagno di corso ad imbrogliare sui voti ottenuti in un test. Scoperto da uno dei docenti, David viene costretto a mettere in atto delle truffe bancarie. Quando però la banca si rende conto del problema, assolda dei mercenari per far fuori il giovane hacker. David si trova costretto a fuggire e assume il nome in codice di Microchip.
Durante i successivi venti anni, Microchip diventa una vera e propria leggenda nel mondo degli hacker. Quando suo nipote viene giustiziato dagli sgherri di Kingpin per aver hackerato alcuni computer del re del crimine, Microchip inizia a collaborare con il Punitore, fornendogli supporto cronologico nella sua crociata contro il crimine. Arriva anche a scoprire di aver avuto un figlio, Louis, dalla sua ragazza dei tempi universitari e, ravvisate in lui grandi abilità informatiche, gli offre di lavorare insieme. Il ragazzo accetta e prende l'alias di Microchip Jr.

### Il Punitore
La prima collaborazione tra Microchip e il Punitore vede i due impegnati nello sgominare una pericolosa setta armata guidata da un visionario criminale che si fa chiamare "il Reverendo" (Rev).
Anni dopo, il Punitore e Microchip entrano in rotta di collisione, e in uno scontro a fuoco Microchip viene ucciso dall'agente dello S.H.I.E.L.D. "Stone Cold". Tempo dopo, viene riportato in vita da The Hood.

## Altre versioni

### MAX
Nella serie del Punitore dell'universo MAX Microchip appare nella prima saga, In principio, dove torna dopo otto anni (in cui si pensava fosse morto) per convincere Castle a lavorare per la CIA. Viene ucciso dallo stesso Punitore.

## Altri media

### Film
- Microchip era incluso nella prima bozza del film del 2004 The Punisher di Michael France[6]; il personaggio fu successivamente eliminato.
- Microchip è apparso nel film del 2008 Punisher - Zona di guerra, interpretato da Wayne Knight e doppiato nella versione italiana da Roberto Stocchi.

### Televisione
- Microchip è apparso con il Punitore nella serie animata Spider-Man, doppiato da Robert Axelrod. In questa versione il suo nome è "Chip" e agisce come una sorta di coscienza di Frank, spingendolo a usare armi non letali.
- Micro, interpretato da Ebon Moss-Bachrach, è tra i protagonisti della serie televisiva del Marvel Cinematic Universe The Punisher[7], citato precedentemente nel settimo episodio della seconda stagione di Agents of S.H.I.E.L.D. come contatto di Skye all'interno di Rising Tide.

### Videogiochi
- Microchip fa un cameo nel videogioco beat 'em up The Punisher, rianimando il Punitore.
- Microchip è presente nel videogioco Spider-Man, doppiato da Christopher Corey Smith. Lo si sente parlare col Punitore quando cerca di sparare all'Uomo Ragno.
- Microchip è un personaggio giocabile in The Punisher: No Mercy su PlayStation Network.